# Monte (Mezzocorona)
Monte è una frazione di Mezzocorona, situata sopra l'abitato, a 891 m s.l.m.. Nel 2001 contava 16 abitanti.

## Geografia
La località si trova sulla propaggine meridionale del gruppo montuoso della Costiera della Mendola.
L'abitato è facilmente raggiungibile grazie ad una panoramica funivia Mezzocorona-Monte che in pochi minuti copre un dislivello di 623 m. Per gli amanti della montagna è possibile raggiungere la meta a piedi in circa 1 ora e 30' partendo dall'abitato di Mezzocorona percorrendo il "Sentiero di Sant Antonio". 

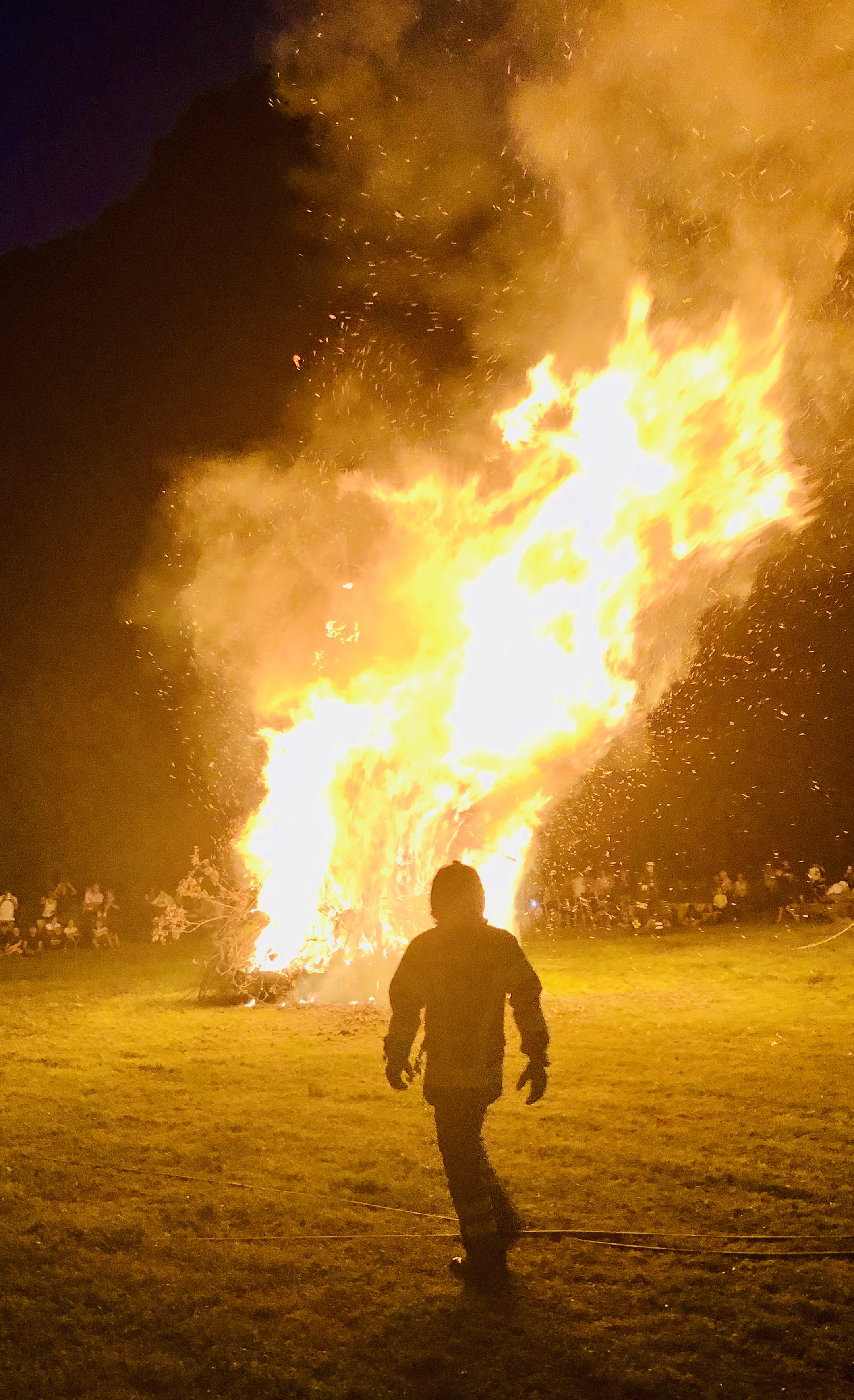
Tradizionale falò sul monte di Mezzocorona in occasione della notte di San Lorenzo

In alternativa, per alpinisti più esperti, è possibile percorrere un sentiero attrezzato noto come Via ferrata Burrone Giovanelli che si snoda attraverso una straordinaria e spettacolare forra naturale. Una strada forestale, nota come "Strada delle longhe", costituisce un altro accesso molto più lungo e ripido, che viene talvolta percorso in mountain bike. Tuttavia, le pendenze molto accentuate (fino al 36%) rendono la salita in mountain bike molto impegnativa.
La località Monte di Mezzocorona è punto di partenza verso altre escursioni, tra cui la malga Kraun e Cima Roccapiana, che con i suoi 1.873 m rappresenta la vetta delle Cime di Vigo.

## Storia
Nel 1716 gli abitanti di Mezzocorona ottennero dal principe vescovo di Trento la facoltà di costruire case in questa posizione.

## Monumenti e luoghi d'interesse
Chiesetta di San Lorenzodedicata a San Lorenzo, fu eretta nel 1786 da Stefano de Vescovi, per consentire ai villeggianti di sentire messa senza scendere a Mezzocorona. Restaurata nel 1880, oggi è di proprietà comunale. Nella notte di San Lorenzo, la notte tra l'10 e l'11 agosto, viene organizzata una notte di festa e intrattenimento sul monte di Mezzocorona.

## Infrastrutture e trasporti
La località è collegata dalla funivia Mezzocorona-Monte.
Nel 2023 è stato inaugurato uno skywalk in vetro temperato lungo 17 metri. Questo offre una vista mozzafiato sulla Piana Rotaliana
Nel gennaio 2024 è stato inaugurato il ponte sospeso sul monte di Mezzocorona. Lungo 123 metri si trova a circa 130 m di altezza dal suolo.